# Список екорегіонів Есватіні
Нижче наведено список екологічних регіонів у Есватіні за даними Всесвітнього фонду дикої природи (WWF).

## Наземні екорегіони
За основними типами середовища існування

### Тропічні та субтропічні вологі широколистяні ліси
- Прибережні ліси та рідколісся Мапуталенду

### Тропічні і субтропічні луки, савани і чагарники
- Мопанові рідколісся Замбезії

### Гірські луки та чагарники
- Високогірні луки та рідколісся Драконових гір

## Прісноводні екорегіони
За біорегіоном

### Замбезі
- Низький велд Замбезі

### Південний помірний
- Південний помірний Високий велд